# استوربرند
استوربرند (به نروژی: Storebrand) شرکت خدمات مالی نروژی است، که در سال ۱۷۶۷ تأسیس شد. فعالیت‌های اصلی این شرکت در زمینه ارائه خدمات بیمه متمرکز می‌باشد.
شرکت زیرمجموعه آن که با نام پی اند سی فعالیت می‌کند، در سال ۲۰۰۶ شرکت سوئدی اس‌پی‌پی که از شرکت‌های تابعه هندلزبانکن سوئد بود را خریداری کرد. این شرکت در زمینه خدمات بانکداری و سرمایه‌گذاری فعالیت گسترده‌ای دارد و از سال ۲۰۰۶ به بعد نیز به‌عنوان زیرمجموعه‌ای از استوربرند فعالیت می‌کند.